# هاغرتيت
هاغرتيت هو معدن نادرصيغته الكيميائية هي Ba (Fe2 + 6Ti5Mg) O19 وصفته حديقة Crater of Diamonds State لأول مرة في عام 1996 من بالقرب من مورفريسبورو في مقاطعة بايك، أركنساس. المعدن غني بالحديد (II) في مجموعة Magnetoplumbite. وهو معدن معتم رمادي فاتح مع صلابة موس محسوبة 5. سمي على اسم عالم الجيوفيزياء ستيفن إي هاجرتي (مواليد 1938) من جامعة فلوريدا الدولية.